# Расеборгский замок
Расеборгский замок (швед. Raseborgs slott, фин. Raaseporin linna) — средневековый замок в Финляндии в городе Расеборг.
Замок был основан Бо Йонссоном Грипом и первый этап строительства должен был быть завершен между 1373 и 1378. Первое письменное упоминание о замке датируется 1378 годом. Замок был построен на маленьком острове в северной части морского залива и в XV веке находился на полуострове. Основная задача фортификационного сооружения — защищать интересы Швеции в южной Финляндии против ганзейского города Таллина.
По мнению историков, наружная стена была построена для защиты основ самого замка. Защитить основные стены замка было важным ввиду распространения артиллерии. У замка была еще одна дополнительная защита: деревянный барьер предотвращал попадание вражеских кораблей в бухту замка. Часть этого барьера сохранилась до наших дней.
По приказу датского короля Кристиана II 15 февраля 1520 года в замке был казнён шведский государственный деятель, епископ, Хемминг Гад. После 1553 года замок потерял стратегическое значение и был заброшен ввиду снижения уровня моря, отделившего замок от морского побережья (см. гляциоизостазия). В настоящее время замок находится далеко от моря, на большой земле.
Реставрационные работы начались в 1890-х годах и начиная с этого времени руины замка стали открыты для общественности.
Летом замок открыт для посещения. На территории находится летнее кафе Linnanvoudin Tupa. Также летом в непосредственной близости от замка организует театральные постановки крупнейший в Финляндии шведоязычный летний театр — Расеборгский летний театр.
В 2017 году ввиду отсутствия у музейного ведомства средств на реставрацию (порядка 72 млн евро), замок был выставлен на конкурс для поиска возможного арендатора.